# هيلدا باك
هيلدا باك (27 ديسمبر 1914 ببالميرستون نورث في نيوزيلندا - 10 مايو 1990 بويلينغتون في نيوزيلندا) (بالإنجليزية: Hilda Buck)‏ هي لاعبة كريكت نيوزلندية. شاركت مع منتخب نيوزيلندا الوطني للكريكت.

## وصلات خارجية
- هيلدا باك على موقع إي آس بي آن كريك إنفو (الإنجليزية)